# Gorda (California)

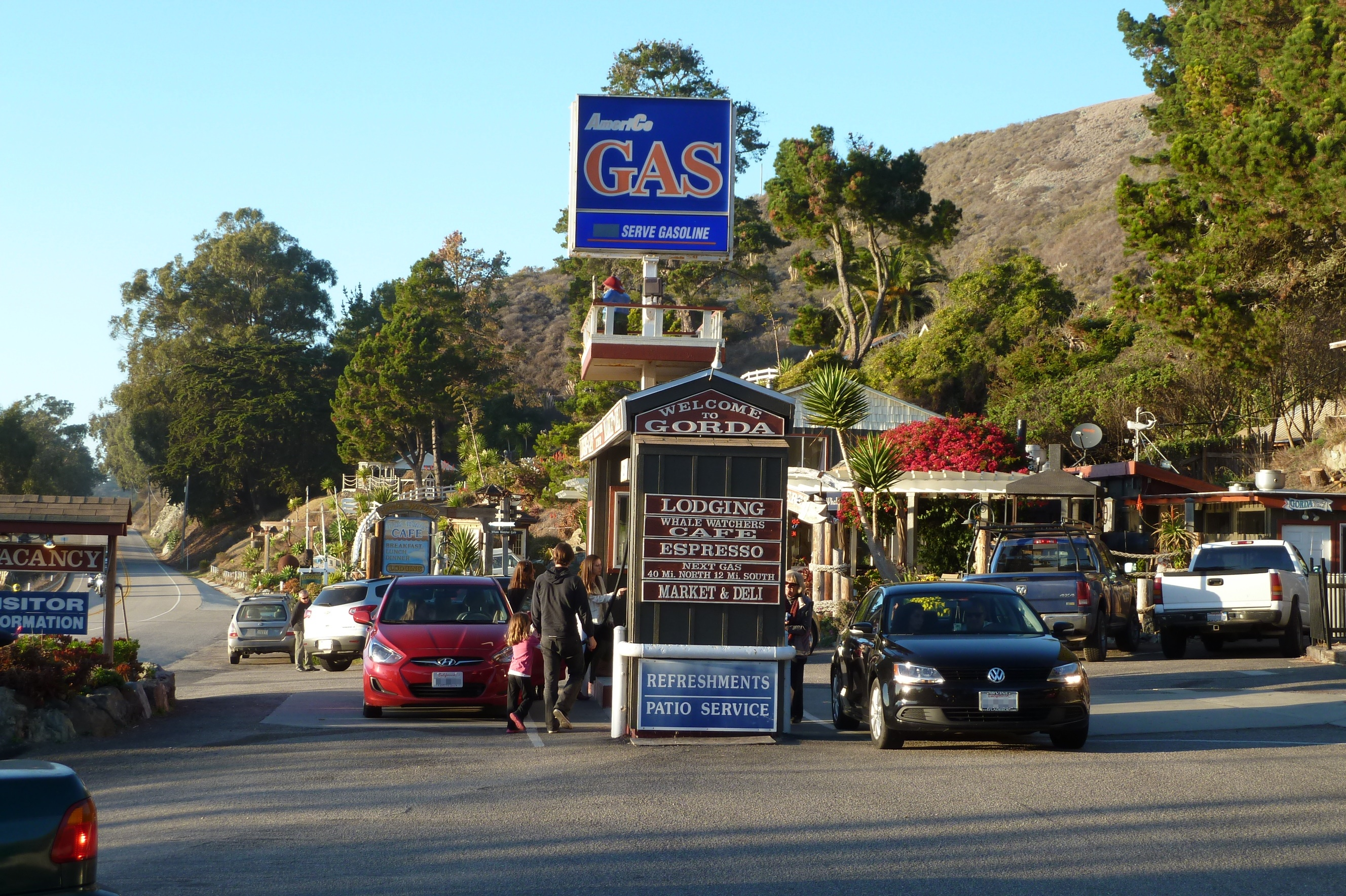
Gorda

Gorda es una comunidad no incorporada del condado de Monterey, California. Se encuentra a 4,8 km al norte de Cabo San Martín, a una altura de 45 m. Es uno de los tres pequeños asentamientos de gasolineras, restaurantes y moteles ubicados a lo largo de la Ruta Estatal 1 en la costa de Big Sur. El código postal es 93920, pero el correo debe dirigirse a Big Sur, y la comunidad se encuentra dentro de código de área 805.

## Historia
Los manantiales frescos en Gorda fueron utilizados por las tribus nativas norteamericanas. El primer asentamiento fue por los occidentales en 1878, cuando una parada de diligencias fue construido en Gorda. El acuerdo ampliado con la fiebre del oro de la década de 1880. La ciudad es ahora la ubicación de la Gorda Springs Resort al lado del océano.
- Datos: Q3475150
- Multimedia: Gorda, California / Q3475150